# 小行星9972
小行星9972（英語：9972 Minoruoda）是一颗围绕太阳公转的小行星。1993年5月26日，大友哲在藤枝市发现了此天体。
这颗小行星的绝对星等为125.1749528064198等。